# Долина Маадим
Долина Маадим (лат. Ma'adim Vallis) — одна из самых крупных долин Марса, сухое речное русло около 700 км длиной. Ширина — более 20 км, глубина в некоторых местах достигает 2 км. Начинается на южных низменностях, где, как считается, когда-то была большая группа озёр (см. Эридания). Впадает в кратер Гусева близ экватора планеты.
Долина Маадим, как полагают, была прорезана проточной водой в ранней истории Марса. Некоторые из коротких узких каналов вдоль границ долины, вероятно, осыпаются. Осыпание происходит, когда грунтовые воды частично растворяют и подрывают скалы, которые разрушаются, и обломки размельчаются и выносятся далее в процессе эрозии.
«Маадим» (ивр. מאדים‎) — это название планеты Марс на иврите. Название долины было утверждено Международным астрономическим союзом в 1973 году.